# Атмосфера Юпітера

Схематичне зображення хмар Юпітера, 2000 рік

Атмосфе́ра Юпі́тера — газова оболонка, яка оточує Юпітер. Атмосфера Юпітера є найбільшою планетною атмосферою в Сонячній системі. Вона не має чіткої нижньої межі і плавно переходить в океан із рідкого водню. Виділяють такі шари атмосфери (знизу вгору): тропосфера, стратосфера, термосфера й екзосфера. Кожен шар має свій характерний температурний градієнт. Найнижчий шар, тропосфера, містить складну систему з хмар і туманів, включаючи шари аміаку, гідросульфіду амонію і води. Верхні аміачні хмари, які спостерігаються на «поверхні» Юпітера, організовані в численні смуги, паралельні екватору, й обмежені сильними зональними атмосферними потоками (вітрами), відомими як «джети» чи «струмені». Смуги мають різне забарвлення: темніші смуги заведено називати «поясами», а світлі — «зонами». Зони — це області висхідних потоків, мають меншу температуру, ніж пояси — області низхідних потоків. Вважається, що своїм світлим забарвленням зони завдячують аміачному льоду, але точно невідомо, що надає поясам темніший відтінок. Походження структури зі смуг і джетів також достеменно невідоме. Запропоновано дві моделі цієї структури. У поверхневій моделі вважається, що це поверхневі явища над стабільними внутрішніми областями. У глибинній моделі вважається, що смуги й джети — поверхневі прояви глибинної циркуляції, яка протікає в мантії Юпітера, що складається з молекулярного водню й організована у вигляді системи циліндрів.
Атмосфера переважно складається з водню й гелію. Інші компоненти наявні у невеликих кількостях: метан, аміак, сірководень і вода. Вода, ймовірно, перебуває в нижніх шарах атмосфери, її безпосередньо виміряна концентрація дуже мала. Розповсюдженість вуглецю, азоту, сірки та інертних газів перевищує показники Сонця приблизно втричі.
В атмосфері Юпітера відбуваються різноманітні активні явища, як-от нестабільність смуг, вихори (циклони та антициклони), бурі й блискавки. Вихори виглядають як великі червоні, білі та коричневі плями (овали). Дві найбільші плями — Велика червона пляма (ВЧП) і овал BA — мають червонуватий відтінок. Ці дві плями та більшість інших великих плям є антициклонами. Маленькі антициклони зазвичай бувають білими. Вважається, що глибина вихорів не перевищує кількох сотень кілометрів. Розташована у південній півкулі ВЧП — найбільший із відомих у Сонячній системі вихорів. У межах цього вихору могло б розміститися декілька планет розміром як Земля, і він існує вже принаймні 350 років. Овал BA, який розташовується південніше ВЧП і втричі менший за останню, є червоною плямою, сформованою у 2000 році злиттям трьох білих овалів.
На Юпітері постійно вирують сильні бурі з грозами. Буря — результат вологої конвекції в атмосфері, пов'язаної з випаровуванням і конденсацією води. Це ділянки сильного висхідного руху повітря, який призводить до формування яскравих і щільних хмар. Бурі формуються головним чином в областях поясів. Розряди блискавок на Юпітері набагато сильніші, ніж на Землі, однак їх менше, тому середній рівень грозової активності близький до земного.

## Вертикальна структура

Вертикальна структура атмосфери Юпітера. Характерно, що тиск знижується з висотою. Рівень −132 км. Це максимальна глибина, якої досяг спускний апарат з «Галілео».

Атмосфера Юпітера поділяється на 4 рівні (наведені за збільшенням висоти): тропосфера, стратосфера, термосфера й екзосфера. На відміну від атмосфери Землі, атмосфера Юпітера не має мезосфери. На Юпітері немає твердої поверхні і найнижчий рівень атмосфери — тропосфера — плавно переходить у водневий океан мантії. Це результат того, що температура і тиск на цьому рівні набагато вищі критичних точок для водню та гелію, тому там не спостерігається чітких меж між рідиною і газом. Водень стає надкритичною рідиною за тиску приблизно 12 бар.
Оскільки нижня межа атмосфери не відома точно, рівень тиску 10 бар на 90 км нижче тиску 1 бар із температурою близько 340 К вважається основою тропосфери. У науковій літературі рівень тиску 1 бар зазвичай вибирається як нульова точка для висот «поверхні» Юпітера. Як і на Землі у верхнього рівня атмосфери — екзосфери — немає чітко визначеної межі. Густина її поступово зменшується і екзосфера плавно переходить у міжпланетний простір приблизно на висоті 5 000 км від «поверхні».
Вертикальні варіації температур в атмосфері Юпітера подібні до земних. Температура тропосфери зменшується з висотою, доки не досягає мінімуму, який називається тропопаузою. Тропопауза є межею між тропосферою й стратосферою. На Юпітері тропопауза приблизно на 50 км вища від видимих хмар (або рівня 1 бар), де тиск і температура близькі до 0,1 бар і 110 К. У стратосфері температура підвищується приблизно до 200 К при переході в термосферу і за висоти й тиску близько 320 км і 1 мікробар. У термосфері температура продовжує зростати, досягаючи 1000 К приблизно на висоті 1000 км і за тиску 1 нанобар.
Складна структура хмар характерна для тропосфери Юпітера. Верхні хмари, розташовані на рівні тиску 0,6—0,9 бар, складаються з аміачного льоду. Нижче хмар з аміачного льоду, імовірно, розташовуються хмари, які складаються з гідросульфіду амонію або сульфіду амонію (між 1—2 бар) і води (3—7 бар), яка, ймовірно, наявна там. Це точно не хмари з метану, оскільки температура там занадто висока для його конденсації. Водяні хмари формують найщільніший шар хмар і сильно впливають на динаміку атмосфери. Це результат високої конденсаційної теплоти води та її вищого вмісту в атмосфері в порівнянні з аміаком і сірководнем (кисень зустрічається в природі частіше, ніж азот чи сірка). Різні тропосферні (200—500 мілібар) і стратосферні (10—100 мілібар) шари туману розташовані вище основного шару хмар. Останні складаються зі сконденсованих важких поліциклічних ароматичних вуглеводнів чи гідразину, який утворюється в стратосфері (1—100 мікробар) під впливом сонячного ультрафіолетового випромінювання на метан. Кількість метану відносно молекулярного водню в стратосфері 10−4, тоді як відношення інших вуглеводнів, наприклад, етану й ацетилену, до молекулярного водню — близько 10−6.
Термосфера Юпітера розташована на рівні тиску нижче 1 мікробар і для неї характерні такі явища, як світіння атмосфери, полярне сяйво і рентгенівське випромінювання. У межах цього рівня атмосфери збільшення щільності електронів та іонів формують іоносферу. Причини переважання в атмосфері високих температур (800—1000 К) повністю не пояснені; поточні моделі не передбачають температуру вище 400 K. Це може бути наслідком адсорбції високоенергетичної сонячної радіації (ультрафіолетової чи рентгенівської), нагрівання заряджених частинок через прискорення в магнітосфері Юпітера чи розсіюванням спрямованих вгору хвиль гравітації. У низьких широтах і на полюсах термосфера та екзосфера є джерелами рентгенівського випромінювання, що вперше спостерігалося ще Обсерваторією Ейнштейна 1983 року. Енергетичні частинки з магнітосфери Юпітера є причиною яскравих авроральних овалів, які оточують полюси. На відміну від земних аналогів, які з'являються лише під час магнітних штормів, полярні сяйва в атмосфері Юпітера спостерігаються постійно. Термосфера Юпітера — єдине місце за межами Землі, де виявлено триатомний іон (H₃+). Цей іон викликає сильну емісію в середній інфрачервоній частині спектра на довжинах хвиль між 3 і 5 мікрометрами та виступає в ролі головного охолоджувача термосфери.

## Хімічний склад
| Вміст елементів у співвідношенні з Гідрогеном на Юпітері і Сонці | Вміст елементів у співвідношенні з Гідрогеном на Юпітері і Сонці | Вміст елементів у співвідношенні з Гідрогеном на Юпітері і Сонці | Вміст елементів у співвідношенні з Гідрогеном на Юпітері і Сонці |
| ---------------------------------------------------------------- | ---------------------------------------------------------------- | ---------------------------------------------------------------- | ---------------------------------------------------------------- |
| Елемент                                                          | Сонце                                                            | Юпітер/Сонце                                                     |                                                                  |
| He/H                                                             | 0,0975                                                           | 0,807 ± 0,02                                                     |                                                                  |
| Ne/H                                                             | 1,23× 10−4                                                       | 0,10 ± 0,01                                                      |                                                                  |
| Ar/H                                                             | 3,62× 10−6                                                       | 2,5 ± 0,5                                                        |                                                                  |
| Kr/H                                                             | 1,61× 10−9                                                       | 2,7 ± 0,5                                                        |                                                                  |
| Xe/H                                                             | 1,68× 10−10                                                      | 2,6 ± 0,5                                                        |                                                                  |
| C/H                                                              | 3,62× 10−4                                                       | 2,9 ± 0,5                                                        |                                                                  |
| N/H                                                              | 1,12× 10−4                                                       | 3,6 ± 0,5 (8 бар) 3,2 ± 1,4 (9—12 бар)                           |                                                                  |
| O/H                                                              | 8,51× 10−4                                                       | 0,033 ± 0,015 (12 бар) 0,19—0,58 (19 бар)                        |                                                                  |
| P/H                                                              | 3,73× 10−7                                                       | 0,82                                                             |                                                                  |
| S/H                                                              | 1,62× 10−5                                                       | 2,5 ± 0,15                                                       |                                                                  |

| Ізотопне відношення на Юпітері і Сонці | Ізотопне відношення на Юпітері і Сонці | Ізотопне відношення на Юпітері і Сонці | Ізотопне відношення на Юпітері і Сонці |
| -------------------------------------- | -------------------------------------- | -------------------------------------- | -------------------------------------- |
| Відношення                             | Сонце                                  | Юпітер                                 |                                        |
| 13C/12C                                | 0,011                                  | 0,0108 ± 0,0005                        |                                        |
| 15N/14N                                | < 2,8× 10−3                            | 2,3 ± 0,3× 10−3 (0,08—2,8 бар)         |                                        |
| 36Ar/38Ar                              | 5,77 ± 0,08                            | 5,6 ± 0,25                             |                                        |
| 20Ne/22Ne                              | 13,81 ± 0,08                           | 13 ± 2                                 |                                        |
| 3He/4He                                | 1,5 ± 0,3× 10−4                        | 1,66 ± 0,05× 10−4                      |                                        |
| D/H                                    | 3,0 ± 0,17× 10−5                       | 2,25 ± 0,35× 10−5                      |                                        |

Сучасні дослідження хімічного складу атмосфери Юпітера розпочалися в середині XIX століття, із початком застосування спектроскопії у ближній інфрачервоній області. У 1863 році Ернест Резерфорд зафіксував два невідомі сигнали, які залишалися нерозшифрованими до 1932 року, коли Руперт Вільдт відніс їх до аміаку і метану. Пізніше, спираючись на роботи Гарольда Джеффріса (1923, 1924 роки) і з огляду на присутність гідрогеновмісних речовин, Вільдт висунув припущення про подібність атмосфери Юпітера до атмосфери Сонця, яка складається переважно з водню.
Атмосфера Юпітера вивчена значно краще від атмосфер інших газових гігантів, оскільки безпосередньо була зондована космічними апаратами «Вояджер-1» і «Вояджер-2» (запущені у 1977 році) і спускним апаратом КА «Галілео», запущеним в атмосферу Юпітера 7 грудня 1995 року. Іншими джерелами інформації про склад атмосфери Юпітера є спостереження Інфрачервоної космічної обсерваторії (ISO), міжпланетних зондів «Галілео» і «Кассіні», а також дані наземних спостережень.
Склад атмосфери Юпітера подібний до складу всієї планети в цілому. Два основних компоненти атмосфери Юпітера — молекулярний водень і гелій. Відносна кількість гелію до молекулярного водню — 0,157 ± 0,0036 за кількістю молекул. Його масова частка, 0,234 ± 0,005, ненабагато нижча первинного значення по Сонячній системі. Причина цього не до кінця зрозуміла, але, оскільки гелій важчий за водень, він може конденсуватися всередині ядра Юпітера.
З огляду на значну кількість водню наявні хімічні елементи, утворюючи певні сполуки, перебувають у відновленій формі. Так, в атмосфері присутні вода (H₂O), метан (CH₄), сірководень (H₂S), аміак (NH₃) і фосфін (PH₃), а в незначних кількостях і їхні ізотопні аналоги CH₃D, ¹³CH₄, ¹⁵NH₃. Така відносна кількість даних речовин у глибокій тропосфері (нижче тиску 10 бар) означає, що атмосфера Юпітера в 3—4 рази багатша вуглецем, азотом, сіркою і, можливо, киснем[b] ніж Сонце[c]. З-поміж інших гідридів були зафіксовані арсин (AsH₃), і герман (GeH₄), але тільки у вигляді слідів (менше мільярдної частки). Очікуваним компонентом атмосфери у спостереженнях також є силан (SiH₄), однак його виявлення малоймовірне через швидкий процес перетворення на силікатні хмари. Кількість благородних газів, як-от аргон, криптон і ксенон, перевищує їх кількість на Сонці (див. таблицю), тоді як неону вочевидь менше.
Верхня атмосфера Юпітера містить відносно малі кількості простих вуглеводнів: етану, ацетилену та їхніх аналогів C₂H₆, ¹³C¹²CH₂, які утворюються з метану під дією сонячної ультрафіолетової радіації й заряджених частинок, що потрапляють із магнітосфери Юпітера. За допомогою спектрометра, встановленого на зонді «Вояджер», також були отримані дані щодо присутності пропану й незначних кількостей пропіну та бензену (у вищих широтах). На базі Інфрачервоної космічної обсерваторії у 2000—2001 роках було відкрито діацетилен, етилен, а також присутність бензену в неполярних областях. У 2004 році космічним апаратом Кассіні була зафіксована присутність метил-радикалу, виявленого раніше на Сатурні та Нептуні.
Діоксид вуглецю, монооксид вуглецю й вода у верхній частині атмосфери наявні, ймовірно, завдяки зіткненням з атмосферою Юпітера комет, як-от комета Шумейкерів — Леві 9. Вода не може прибувати з тропосфери, тому що тропопауза діє як холодна пастка й ефективно перешкоджає підняттю води до рівня стратосфери (див. розділ «Вертикальна структура» вище).
Наземні спостереження, а також спостереження з бортів космічних апаратів поліпшили знання про ізотопне співвідношення в атмосфері Юпітера. За даними на липень 2003 року прийняте значення для відносної кількості дейтерію — (2,25 ± 0,35)× 10−5, що ймовірно є первинним значенням для протосонячної туманності, з якої й сформувалася Сонячна система. Співвідношення ізотопів азоту 15N і 14N в атмосфері Юпітера становить 2,3 × 10−3, що на третину нижче, ніж у земній атмосфері (3,5× 10−3). Останнє відкриття є особливо суттєвим, оскільки у попередніх теоріях формування Сонячної системи вважалося, що земні значення для ізотопів азоту були первинними.

## Фотохімічні процеси

### Водень
Визначальним реактантом у фотохімічних перетвореннях в атмосфері Юпітера є атомарний водень. Він утворюється внаслідок іонізації двоатомних молекул, яка відбувається за довжини хвилі випромінювання нижче 80,4 нм, та їхньої наступної рекомбінації. Рекомбінація протікає з утворенням щонайменше двох атомів H:
H2+ + H2 → H3+ + H
H3+ + e- → H2 + H або 3H
Іонізовані атоми гелію також реагують з утворенням атомарного водню:
He+ + H2 → H2+ + He → H + H+ + He

### Вуглецеві сполуки
Поглинаючи сонячне випромінювання у діапазоні нижче 145 нм, основний вуглецевий компонент атмосфери Юпітера метан дисоціює з утворенням карбенового (CH2) і карбінового (CH) радикалів:
CH4 + hν → 1CH2 + H2 (синглетний стан)
CH4 + hν → 1CH2 + 2H або 3CH2 + 2H (синглетний або триплетний стан)
CH4 + hν → CH + H + H2
У водневій атмосфері Юпітера карбеновий радикал 1CH2 відновлюється до метил-радикала:
1CH2 + H2 → CH3 + H
Також метил-радикал утворюється і з CH:
CH + H2 + M → CH3 + M
Триплетний карбеновий радикал реагує з утворенням цілого ряду продуктів, включаючи етилен, ацетилен й пропін:
3CH2 + 3CH2 → C2H2 + 2H або H2
3CH2 + CH3 → C2H4 + H
3CH2 + C2H2 + M → C3H4 + M
3CH2 + H + M → CH3 + M
Синтез іншого C2 вуглеводню, етану на Юпітері здебільшого відбувається в ході взаємодії метил-радикалів:
CH3 + CH3 + M → C2H6 + M
Утворені вуглеводні аналогічно до метану можуть зазнавати фотолізу:
C2H2 + hν → C2H + H → C2 + H2
C2H4 + hν → C2H2 + H2 або 2H
C2H6 + hν → C2H4 + H2 або 2H
C2H6 + hν → CH4 + 1CH2
Додатковим джерелом вуглецевих частинок є процеси, що протікають під час полярного сяйва нижче гомопаузи:
CH4 + H3+ → CH5+ + H2
CH5+ + C2H2 → C3H5+ + H2
CH5+ + C2H4 → C2H5+ + CH4
C2H5+ + C2H2 → C3H3+ + CH4
C2H5+ + C2H2 → C4H5+ + H2
C2H5+ + C2H5 → C4H9+ + H2
У результаті таких перетворень утворюється ряд насичених і ненасичених сполук: пропан, бутан, бутен, 1-бутін, 1,2-бутадієн тощо. Синтез ароматичного бензену, що здебільшого спостерігається у полярних областях, не має чіткої моделі. Вважається, він протікає через стадію рекомбінації двох частинок C3H3+, тоді як інші пропоновані шляхи, зокрема реакції
C4H5+ + C2H2 → C6H6+ + H
C2H2• + 2C2H2 → C6H6
є малоймовірними через високий активаційний бар'єр.

### Аміак та фосфін
Основна нітрогенвмісна складова атмосфери Юпітера аміак зазнає фотолізу за двома можливими шляхами:
NH3 + hν → NH2 + H (понад 160 нм)
NH3 + hν → NH + H2 (150—160 нм)
Радикал NH може швидко відновлюватися:
NH + H2 → NH2 + H
Через високі енергетичні бар'єри реакцій і значну стійкість наявних на Юпітери речовин частки NH2 переважно реагують між собою та з атомарним воднем:
NH2 + NH2 + M → N2H4 + M
NH2 + H + M → NH3 + M
Утворюваний у низькотемпературних умовах Юпітера гідразин N2H4 сублімується, а його рештки розкладаються внаслідок фотолізу або ж атакуються атомами H:
N2H4 + hν → N2H3 + H
N2H4 + H → N2H3 + H2
N2H3 може взаємодіяти з атомами H або ж зазнавати диспропорціонування:
N2H3 + H → N2H2 + H2 (побічний продукт — NH2)
2N2H3 + H → N2H2 + N2H4 (побічні продукти — NH3 і H2)
Оскільки N2H2 є нестійкою речовиною, він розкладається:
N2H2 → N2 + H2
Прикладом взаємодії нітрогенвмісних частинок із вуглецевими є реакція між NH2 і CH3-радикалами:
NH2 + CH3 + M → CH3NH2 + M
Утворюваний метиламін може розкладатися до ціановодню, що вважається однією із ключових сполук у синтезі біогенних речовин — нуклеїнових та амінокислот:
CH3NH2 + hν → HCN + H2 + 2H
Іншим можливим способом синтезу ціановодню є реакція утворення азиридину C2H5N:
NH2 + C2H3 + M → C2H5N + M
C2H5N + hν → HCN + СH3 + H
Оскільки фосфін та аміак поглинають випроміювання в однакових областях атмосфери Юпітера, фотохімічні процеси за участі фосфіну є аналогічними:
PH3 + hν → PH2 + H
PH2 + PH2 + M → P2H4 + M
P2H4 + H → P2H3 + H2
2P2H3 + H → P2H2 + P2H4
P2H2 → P2 + H2
Однак суперечливою є реакція утворення частинки PH:
PH2 + PH2 → PH + P2H3

### Кисневі сполуки
Вважається, що наявний на планеті Оксиген має позапланетне походження. Згідно із запропонованими моделями Оксиген в іонній формі, що надходить ззовні, зазнає відновлення у водневій атмосфері:
O+ + H2 → OH+ + H
OH+ + H2 → H2O+ + H
H2O+ + CH4 → H3O+ + CH3
H3O+ + e- → H2O + H або OH + H2
Прикладом утворення карбонільних сполук, на думку вчених, є реакція окиснення стратосферного метил-радикалу:
CH3 + OH → H2CO + 2H
Формальдегід згодом розкладається на монооксид вуглецю, котрий є переважною формою Оксигену в атмосфері, тоді як діоксид вуглецю і вода зазнають швидкого фотолізу. СО може брати участь лише в його окисненні до CO2 за участі гідроксид-радикалу, хоча у нижніх шарах стратосфери такий процес не відбувається через сублімацію води і відсутність OH-радикалів.

## Зони, пояси і вихори

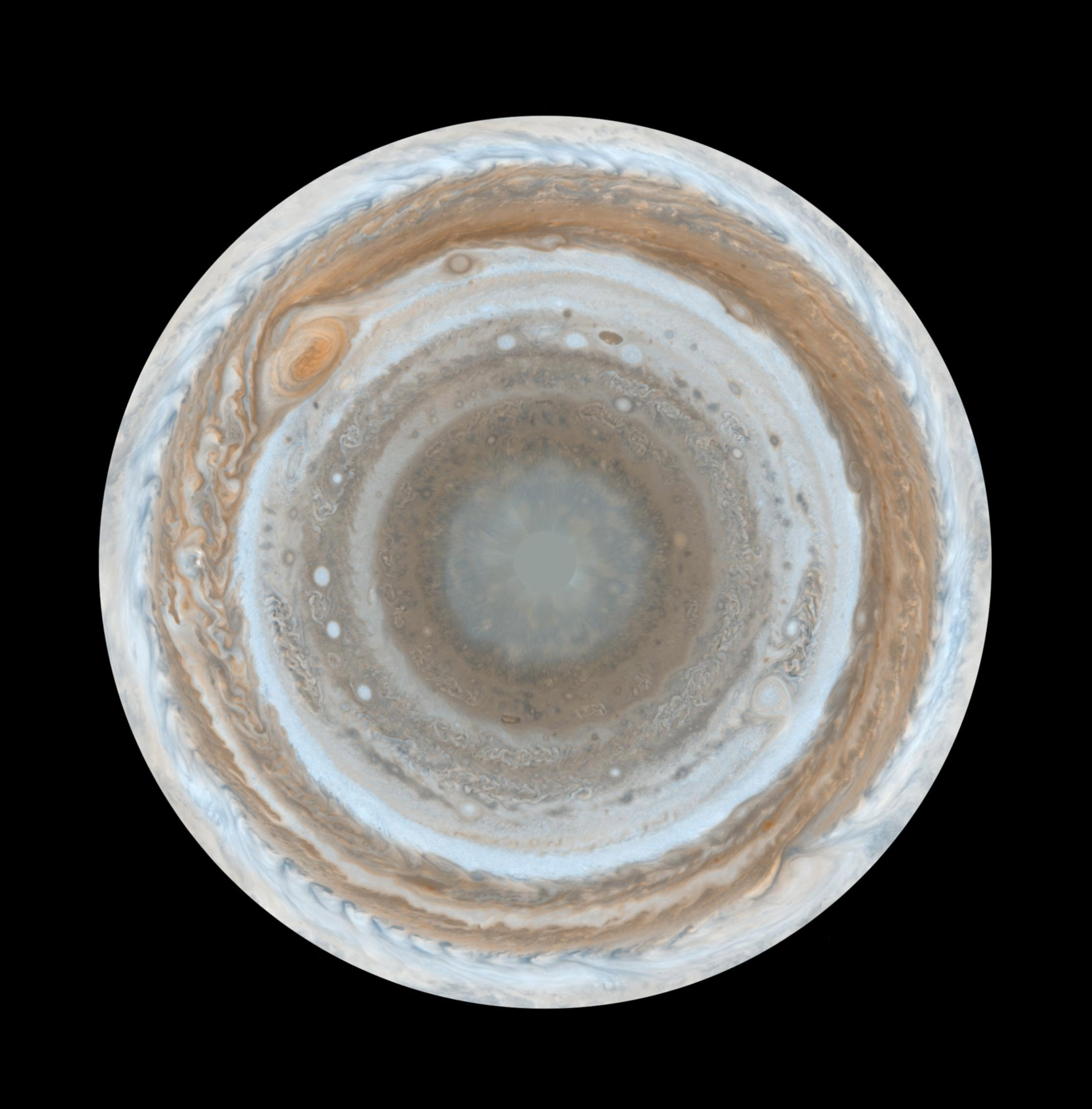
Детальна карта південної півкулі Юпітера, створена завдяки фотографіям Кассіні, що пролітав повз Юпітер на шляху до Сатурна.

Видима поверхня Юпітера поділяється на багато смуг, паралельних екватору. Є два типи смуг: відносно світлі зони й затемнені пояси. Широка екваторіальна зона (EZ) простягається приблизно між широтами 7° пд. ш. і 7° пн. ш. Вище і нижче EZ — Північний і Південний екваторіальні пояси (NEB і SEB), що простягаються до 18° пн. ш. і 18° пд. ш. відповідно. Далі від екватора лежать Північна і Південна тропічні зони (NtrZ і STrZ). Таке чергування поясів і зон продовжується до 50° пд. ш. і пн. ш., де їх видимі прояви стають менш помітними. Пояси, ймовірно, продовжуються приблизно до 80° на північ або південь у напрямку до полюсів.
Різниця в забарвленні між зонами й поясами полягає у відмінностях між хмарами. Концентрація аміаку вище в зонах, що призводить до появи щільніших хмар з аміакового льоду на більших висотах, а це, своєю чергою, робить зони світлішими. З іншого боку, хмари поясів є тоншими й розташовані на менших висотах. Верхня тропосфера холодніша в зонах і тепліша в поясах. Точна природа речовин, які роблять зони і пояси Юпітера такими «барвистими», невідома, але вони можуть включати складні сполуки сірки, фосфору і вуглецю.
Пояси Юпітера межують із зональними атмосферними потоками (вітрами), які називають «джетами» або «струменями». «Джети», які рухаються в західному напрямку (ретроградний рух), зазвичай спостерігаються за переходу із зон у пояси (якщо рухатися від екватора), тоді як джети, що рухаються у східному напрямку (нормальний рух), зазвичай спостерігають за переходу з поясів у зони. Моделі атмосфери Юпітера передбачають, що зональні вітри зменшують свою швидкість у поясах і збільшують у зонах від екватора до полюсів. Тому градієнт вітру в поясах циклонічний, а в зонах — антициклонічний. Екваторіальна зона — виняток із правила, у ній спостерігається сильний рух джетів на схід, а локальний мінімум швидкості вітру розташовується точно на екваторі. Швидкість джетів на Юпітері дуже висока, місцями вона досягає 100 м/с. Така швидкість відповідає хмарам з аміаку, розташованим у діапазоні тиску 0,7—1 бар. «Джети», які обертаються в тому ж напрямку, що і Юпітер, є сильнішими від тих, які обертаються проти (ретроградних). Вертикальні розміри «джетів» невідомі. Зональні вітри затухають на висоті 2—3 шкал висот[a] над хмарами. Водночас швидкість вітру нижче рівня хмар зростає лише незначно й залишається постійною аж до рівня тиску 22 бара — максимальної глибини, досягнутої спускним апаратом «Галілео». 
В області світлих зон відмічається підвищений тиск, що відповідає висхідним потокам. Хмари, що утворюють зони, розташовуються на вищому рівні (приблизно на 20 км), а їхнє світле забарвлення пояснюється, мабуть, підвищеною концентрацією яскраво-білих кристалів аміаку. Розташовані нижче темні хмари поясів складаються, ймовірно, з червоно-коричневих кристалів гідросульфіду амонію та мають вищу температуру. Ці структури є областями низхідних потоків. Зони та пояси мають різну швидкість руху в напрямку обертання Юпітера. Період обертання відрізняється на кілька хвилин залежно від широти. Це призводить до існування стійких зональних течій або вітрів, які постійно дмуть паралельно екватору в одному напрямку. Швидкості в цій глобальній системі досягають від 50 до 150 м/с і вище. На границях поясів і зон спостерігається сильна турбулентність, яка призводить до утворення численних вихрових структур. Найвідомішим таким утворенням є Велика червона пляма, що спостерігається на поверхні Юпітера протягом останніх 200 років.
Виникнувши, вихор підіймає на поверхню хмар нагріті маси газу з парами малих компонентів. Утворені кристали аміачного снігу, розчинів і сполук аміаку у вигляді снігу та крапель, звичайного водяного снігу й льоду поступово опускаються в атмосфері, доки не досягають рівнів, на яких температура достатньо висока, та випаровуються. Після чого речовина в газоподібному стані знову повертається у шар хмар.

Зональна швидкість вітрів в атмосфері Юпітера

Походження «стрічкової структури» хмар Юпітера не до кінця зрозуміле, однак механізми, які нею керують, нагадують земну комірку Гадлі. Найпростіша інтерпретація: зони — це місця атмосферного апвелінгу, а пояси — прояви даунвелінгу. У зонах повітря піднімається, збагачується аміаком, розширюється та охолоджується, формуючи високі й щільні хмари. У поясах повітря опускається й нагрівається адіабатичними процесами, і білі аміачні хмари випаровуються, відкриваючи темніші хмари, які розташовані під ними. Розташування й ширина смуг на Юпітері стійкі й за період з 1980-х по 2000-ні роки рідко змінювалися. Один із прикладів зміни — невелике зменшення швидкості потужного спрямованого на схід джета між північною тропічною зоною й північним помірним поясом на 23° пн. ш. Однак смуги змінюються за забарвленням та інтенсивністю кольорів протягом тривалого часу (див. нижче).

### Особливі смуги

Схематичне розташування хмарних смуг Юпітера з своїми абревіатурами. Велику червону пляму й овал BA видно у південних тропічних зонах і південних помірних поясах відповідно.

Зони, пояси і вихори на Юпітері. Широка екваторіальна зона видима в центрі оточена двома темними екваторіальними поясами (SEB і NEB). Великі сірувато-сині, неправильної форми «гарячі плями» на північних околицях білої екваторіальної зони змінюються з часом, оскільки рухаються у східному напрямку через планетарну атмосферу. Велика червона пляма на південній околиці SEB. Декілька штормів обертається навколо овалів у північній півкулі. Маленькі, дуже яскраві області атмосфери, можливо грози, які швидко і в довільному порядку з'являються в бурхливих областях. Мінімальний розмір примітних деталей, які можна розрізнити на екваторі — близько 600 кілометрів у поперечнику. Ця 14-кадрова анімація показує приблизно 24 юпітеріанських дні, або близько 10 земних діб. Для зручності сприйняття плин часу в анімації прискорено у 600 000 разів. Для перегляду натисніть на зображення.

Атмосфера Юпітера поділяється на зони й пояси, і кожен із них має свою назву та має особливі характерні риси. Вони починаються від південних і північних полярних областей, які простягаються від полюсів приблизно на 40—48° пн./пд. ш. Ці синювато-сірі області є зазвичай невиразними..
Північно-північний помірний регіон рідко демонструє більше примітних деталей, ніж полярні області через затемненість, бачення в перспективі й загальну розкиданість примітних областей. Північно-північний помірний пояс (NNTB) є найпівнічнішим чітко розрізнюваним поясом, хоча іноді він і «зникає». Пертурбації мають тенденцію бути незначними й недовгими. Північно-північна помірна зона є помітнішою, але в цілому така ж спокійна. Іноді в області спостерігаються інші незначні пояси та зони.
Північний помірний регіон розташований на легко доступних для спостереження із Землі широтах і, таким чином, має добрий запис спостережень. Він також примітний дуже сильним нормально спрямованим «джетом» на планеті, який формує південну межу північного помірного поясу (NTB). NTB зникає приблизно раз на десятиліття (як це відбувалося при прольоті обох «Вояджерів»), таким чином він на деякий час з'єднує Північну помірну зону (NTZ) і Північну Тропічну зону (NTropZ). В інший час NTZ є відносно вузькою смужкою, у якій можна виділити північний і південний компоненти.
Північний тропічний регіон складається з NTropZ і Північного екваторіального поясу (NEB). NTropZ зазвичай дуже стійка в забарвленні, майже будь-які зміни в ній викликані активністю південного джета в NTB. Як і NTZ, вона іноді поділяється на вузьку смужку, NTropB. У рідкісних випадках у південній частині NTropZ виникають «Маленькі червоні плями». Як видно з назви, вони є північними еквівалентами Великої червоної плями. На відміну від ВЧП вони мають тенденцію виникати парами й існують недовго, приблизно рік у середньому; декілька з них як раз існували на момент прольоту «Піонера-10».
NEB — один із найактивніших поясів планети. Він характеризується наявністю антициклонів («білі овали») і циклонів («коричневі овали»), причому антициклони зазвичай утворюються північніше. Як і в NTropZ більшість із цих примітних утворень існують недовго. Як і південний екваторіальний пояс (SEB) NEB іноді «зникає» й «відроджується». Це відбувається приблизно раз на 25 років.
Екваторіальна зона (EZ) — одна з найстійкіших областей планетарної атмосфери. По північних краях EZ рухаються на південний захід з NEB своєрідні «пір'я», вони обмежуються темними, теплими (в інфрачервоному спектрі) областями, відомими як «фестони» (гарячі плями). Хоча південна межа EZ зазвичай статична, спостереження з пізнього XIX століття до початку XX показують, що її «рисунок» з того часу значно змінився. EZ значно змінюється за забарвленням, від білястого до вохряного, або навіть мідно-червоного; іноді всередині неї виділяють екваторіальну смугу (EB). Атмосферні утворення й хмарність в EZ пересуваються на швидкості близько 390 км/год відносно інших широт.
Південний тропічний регіон включає південний екваторіальний пояс (SEB) і південну тропічну зону. Це, безумовно, найактивніший регіон планети, у ньому ж розташовується найпотужніший ретроградний джет на планеті. SEB зазвичай найширший і найтемніший пояс на Юпітері, однак він іноді ділиться навпіл зоною (SEBZ) і має властивість зникати кожні 3—15 років, перш ніж знову з'явитися, що називається «цикл відродження SEB». Через декілька тижнів чи місяців після зникнення поясу на його місці формується біла пляма, яка вивергає матеріал темно-коричневого кольору, котрий розтягується вітрами Юпітера в новий пояс. Останнього разу пояс зникав у травні 2010 року. Серед іншого примітною деталлю SEB є довгий ланцюжок із циклонів, створюваних Великою червоною плямою. Як і NTropZ STropZ — одна з найбільш помітних зон на планеті. У ній не лише розташовується ВЧП, але іноді в ній можна побачити й Південну тропічну пертурбацію (STropD) — область всередині зони, яка вирізняється відносною стійкістю і довговічністю. Найдовший період її існування — з 1901 по 1939 роки.
Південний помірний регіон, або Південний помірний пояс (STB) — це інший, темний, добре помітний пояс, більший ніж NTB. До березня 2000 року його найпомітнішими деталями були довгоіснуючі «овали» BC, DE, і FA, які тепер об'єдналися в Овал BA («Червона молодша»). Овали фактично були частиною Південної помірної зони, але вони поширювались аж до STB, частково його обмежуючи. STB іноді зникав, очевидно через складні взаємодії між білими овалами й ВЧП. (STZ) Південна помірна зона — зона, у якій і зароджуються білі овали, дуже мінлива.
На Юпітері чимало примітних областей атмосфери, важкодоступних для наземних спостережень. Південний помірний регіон навіть важче розрізнити, ніж NNTR; його деталі також дуже важко розрізнити без застосування великих наземних телескопів і космічних апаратів. Багато зон і поясів є тимчасовими й не завжди помітні. Наприклад, Екваторіальна смуга (EB), Північна екваторіальна поясна зона (NEBZ, біла зона з поясом) і Південна екваторіальна поясна зона (SEBZ). Смуги іноді діляться різними атмосферними збуреннями. Коли зона чи пояс діляться на частини якою-небудь пертурбацією, N чи S додаються для того, щоб виділити північний чи південний компонент зони чи поясу, наприклад, NEB(N) і NEB(S).

## Динаміка
Циркуляція в атмосфері Юпітера помітно відрізняється від земної. Поверхня Юпітера рідка, тверда поверхня відсутня. Тому конвекція може відбуватися в будь-якій області зовнішньої газової оболонки. На 2011 рік немає всебічної теорії динаміки атмосфери Юпітера. Така теорія повинна пояснювати такі факти: існування вузьких стійких смуг і потоків, симетричних відносно екватора, потужний екваторіальний потік із заходу на схід (у напрямку обертання планети), різницю між зонами й поясами, а також походження і стійкість великих вихорів, наприклад Великої червоної плями.
Наявні теорії можна поділити на 2 класи: приповерхневі та глибинні. У перших вважається, що циркуляція, яка спостерігається в атмосфері, значною мірою обумовлена тонким зовнішнім (погодним) рівнем атмосфери, а внутрішня частина стабільна. Другі постулюють, що видимі потоки є проявом процесів, що відбуваються у глибоких шарах атмосфери Юпітера. Кожна з теорій має і сильні, і слабкі сторони, тому багато планетологів вважають, що справжня теорія буде включати в себе елементи обох моделей.

### Приповерхневі моделі
Перші спроби пояснити динаміку атмосфери Юпітера належать до 60-х років XX століття. Частково вони базувалися на земній метеорології, добре розробленій на той час. Вважалося, що атмосферні потоки на Юпітери виникають через турбулентність, яку, своєю чергою, підтримує волога конвекція у зовнішньому шарі атмосфери (вище хмар). Волога конвекція — явище, пов'язане з конденсацією та випаровуванням води. Це одне з основних явищ, що впливають на формування земної погоди. Поява потоків у цій моделі пов'язана з широко відомою властивістю двомірної турбулентності — так званим зворотним каскадом, за якого малі турбулентні структури (вихори) зливаються й утворюють більші вихори. Через скінченний розмір планети такі структури не можуть вирости більше деякого характерного масштабу, який для Юпітера називається масштабом Райнса (англ. Rhines scale). Це пов'язано з впливом хвиль Росбі. Механізм такий: коли найбільша турбулентна структура досягає певного розміру, енергія починає перетікати у хвилі Росбі, а не в структуру більшого розміру, і зворотний каскад зупиняється. На кулястій планеті, яка швидко обертається, дисперсійне співвідношення для хвиль Росбі анізотропне, тому масштаб Райнса в напрямку паралелей більший, ніж у напрямку меридіанів. У результаті утворюються великомасштабні структури, розтягнуті паралельно екватору. Їхня меридіональна протяжність здається такою ж, як і фактична ширина потоків. Таким чином, у приповерхневих моделях вихори передають енергію потокам і тому мають зникати.
Хоча ці моделі успішно пояснюють існування десятків вузьких потоків, у них є й серйозні недоліки. Найпомітніший із них: за рідкісними винятками має з'являтися потужний екваторіальний потік у напрямку проти обертання планети, а спостерігається потік за обертанням. Крім того, потоки схильні до нестабільності й можуть час від часу зникати. Приповерхневі моделі не пояснюють, яким чином течії, що спостерігаються в атмосфері Юпітера, порушують критерій стійкості. Краще опрацьовані багатошарові варіанти таких моделей дають стабільнішу картину циркуляції, але багато проблем залишається.
Водночас, зонд «Галілео» виявив, що вітри на Юпітері простягаються значно нижче рівня хмар (5—7 бар) і немає ознак їх зникнення аж до рівня 22 бар, а отже циркуляція атмосфери Юпітера може насправді бути глибокою.

### Глибинні моделі
Перша глибинна модель була запропонована Бузі (Busse) у 1976 році. Вона базується на відомій у гідродинаміці теоремі Тейлора — Прудмана, яка полягає в наступному: у будь-якій баротропній ідеальній рідині, яка швидко обертається, потоки організуються в ряд циліндрів, паралельних осі обертання. Умови теореми, ймовірно, задовольняються в умовах надр Юпітера. Тому воднева мантія Юпітера цілком може бути поділена на велику кількість циліндрів, у кожному з яких циркуляція незалежна. На тих широтах, де зовнішні та внутрішні межі циліндрів перетинаються з видимою поверхнею планети, утворюються потоки, а самі циліндри видно як зони й пояси.

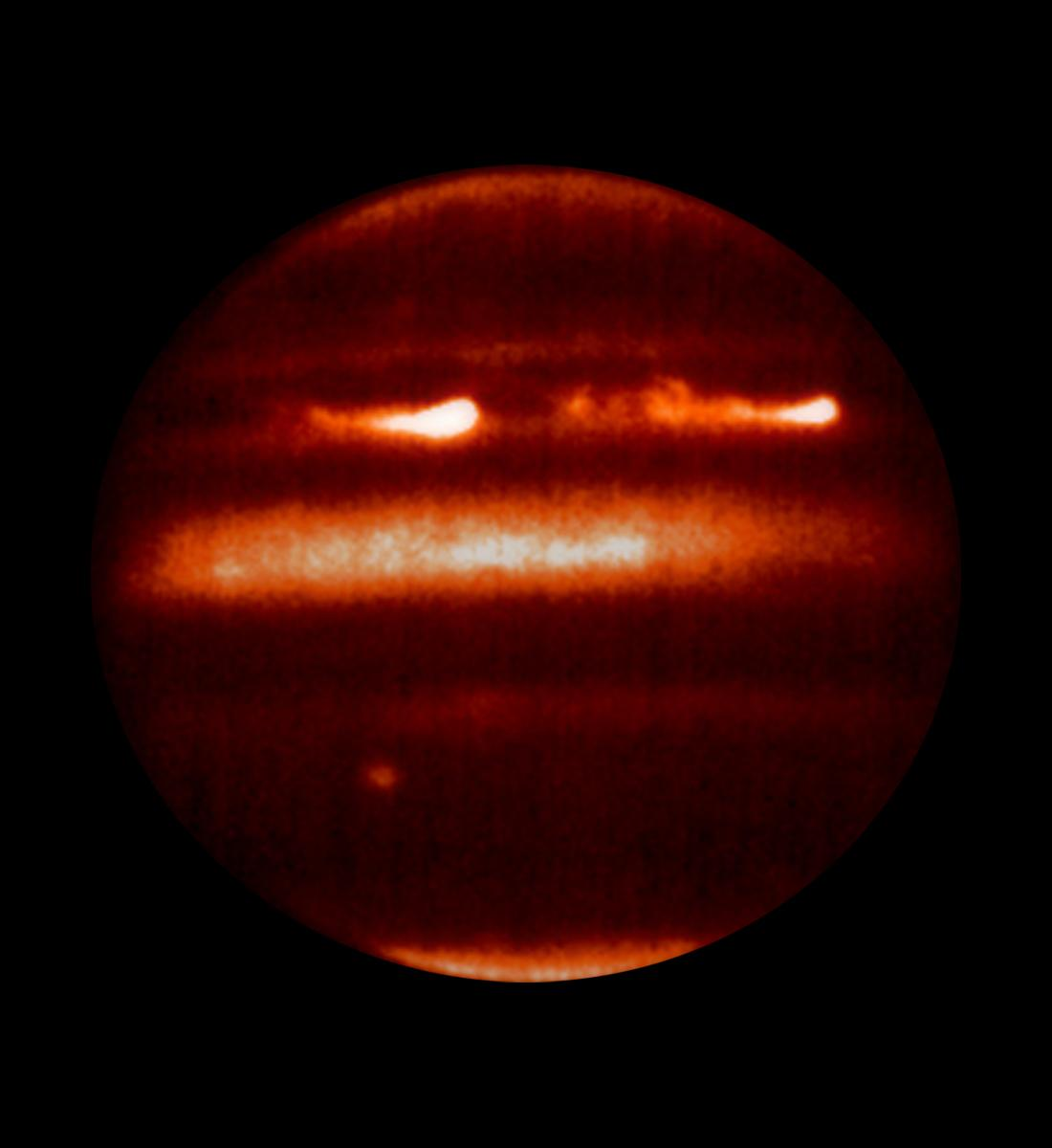
Теплове зображення Юпітера, отримане IRTF

Глибинна модель легко пояснює спрямований за обертанням планети джет на екваторі Юпітера. Джети стійкі та не підпорядковуються двомірному критерію стійкості. Однак у моделі є складності: вона передбачає дуже невелику кількість широких джетів. Реалістичне тривимірне моделювання є поки неможливим, а спрощені моделі, які використовуються для того, щоб підтвердити глибинну циркуляцію, можуть не враховувати важливі аспекти гідродинаміки Юпітера. Одна з моделей, опублікованих 2004 року, доволі правдоподібно відтворила струменево-смугову структуру атмосфери Юпітера. Згідно з цією моделлю, зовнішня воднева мантія є тоншою, ніж в інших моделях, і має товщину всього 10 % від радіуса планети, тоді як у стандартних моделях Юпітера вона займає 20—30 %. Інша проблема — процеси, які можуть керувати глибинною циркуляцією. Можливо, глибинні потоки можуть бути викликані приповерхневими силами (наприклад, вологою конвекцією) або глибинною конвекцією всієї планети, яка виносить тепло з надр Юпітера. Який із цих механізмів важливіший — досі незрозуміло.

### Внутрішнє тепло
З 1966 року відомо, що Юпітер випромінює значно більше тепла, ніж отримує від Сонця. Вважається, що співвідношення між потужністю випромінювання планети й тією, що отримується від Сонця, приблизно дорівнює 1,67 ± 0,09. Внутрішній тепловий потік від Юпітера становить 5,44 ± 0,43 Вт/м², у той час як загальна випромінювана потужність дорівнює 335 ± 26 ПВт. Остання величина дорівнює приблизно одній мільярдній частці від загальної потужності, випромінюваної Сонцем. Цей надлишок тепла є в основному початковим нагріванням на стадіях формування Юпітера, однак частково може бути зумовлений осіданням гелію в ядрі планети.
Внутрішнє нагрівання може бути важливим фактором динаміки атмосфери Юпітера. У той час як Юпітер має невеликий нахил у 3° і його полюси отримують набагато менше радіації, ніж екватор, температура тропосфери помітно не змінюється від екватора до полюсів. Одне з пояснень полягає в тому, що акти внутрішньої конвекції подібні до термостата, випускаючи поблизу полюсів більше тепла ніж на екваторі. Це призводить до рівномірного розподілу температури в тропосфері. У той час як на Землі тепло переноситься від екватора до полюсів в основному завдяки атмосфері, глибинна конвекція Юпітера врівноважує його. Конвекція всередині Юпітера в основному відбувається завдяки внутрішньому теплу.

## Окремі атмосферні елементи

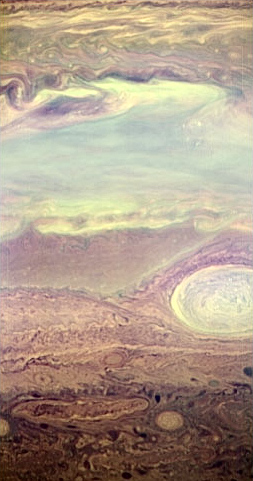
Інфрачервоний знімок атмосфери Юпітера, зроблений зондом New Horizons.

### Вихори
Атмосфера Юпітера є «рідним домом» для сотень вихорів — круглих структур, що обертаються. Їх, як і в земній атмосфері, можна поділити на два класи: циклони й антициклони. Перші обертаються в напрямку обертання планети (проти годинникової стрілки в північній і за годинниковою стрілкою у південній півкулі); інші — у зворотному напрямку. Однак на відміну від земної атмосфери в атмосфері Юпітера антициклони переважають над циклонами і понад 90 % вихорів, діаметр яких перевищує 2000 км, — антициклони. «Термін життя» вихорів змінюється від кількох днів до століть залежно від їх розмірів. Наприклад, середній час життя антициклонів із діаметрами від 1000 до 6000 км — 1—3 роки. Вихори ніколи не спостерігалися на екваторі Юпітера (в межах 10° широти), де вони нестабільні. Як і на будь-якій планеті, яка швидко обертається, антициклони Юпітера — центри високого тиску, тоді як циклони — центри низького тиску.
Антициклони на Юпітері завжди обмежені в зонах, де швидкість вітру збільшується в напрямку від екватора до полюсів. Зазвичай вони яскраві й проявляються як білі овали. Вони можуть рухатися по довготі, але залишаються на тій же широті через те, що нездатні покинути зону, яка їх породила. Швидкість вітру на їх периферії може досягати 100 м/с. Різні антициклони, розташовані в одній зоні, мають тенденцію об'єднуватися при зближенні один з одним. Однак в атмосфері Юпітера спостерігалися й спостерігаються два антициклони, не схожі на інші. Це Велика червона пляма (ВЧП) і овал BA, який сформувався 2000 року. На відміну від білих овалів у їх структурі переважає червоне забарвлення, ймовірно, завдяки речовині червонуватого кольору, яка піднімається з глибин планети. На Юпітері антициклони зазвичай формуються шляхом злиття менших структур, включаючи конвективні шторми (див. нижче), хоча великі овали можуть з'являтися і з нестабільних джетів. Останнього разу таке спостерігалося в 1938—1940 роках, коли декілька білих овалів були породжені нестабільністю в південній помірній зоні; пізніше вони об'єдналися й утворили Овал BA.
На противагу антициклонам циклони Юпітера — компактні темні структури з неправильною формою. Найтемніші циклони, які мають правильні обриси, називають коричневими овалами. Однак існування декількох великих циклонів-довгожителів не є винятком. На додаток до компактних циклонів на Юпітері можна спостерігати декілька волокнистих «обривків» неправильної форми, у яких спостерігається циклонічне обертання. Один із них розташовується на захід від ВЧП у південному екваторіальному поясі. Ці «обривки» називають циклонічними регіонами (CR). Циклони завжди утворюються лише в поясах і, подібно до антициклонів за зближення вони зливаються.
Глибинна структура вихорів до кінця не зрозуміла. Вважається, що вони відносно тонкі, оскільки будь-яка товщина понад близько 500 км призвела б до нестабільності. Великі антициклони не піднімаються вище декількох десятків кілометрів відносно хмарності, яку можна спостерігати в атмосфері планети. Одна з гіпотез передбачає, що вихори — це глибинні конвекційні «пір'я» (або «конвекційні колони»). На даний момент вона не є вельми популярною серед планетологів.

### Велика червона пляма

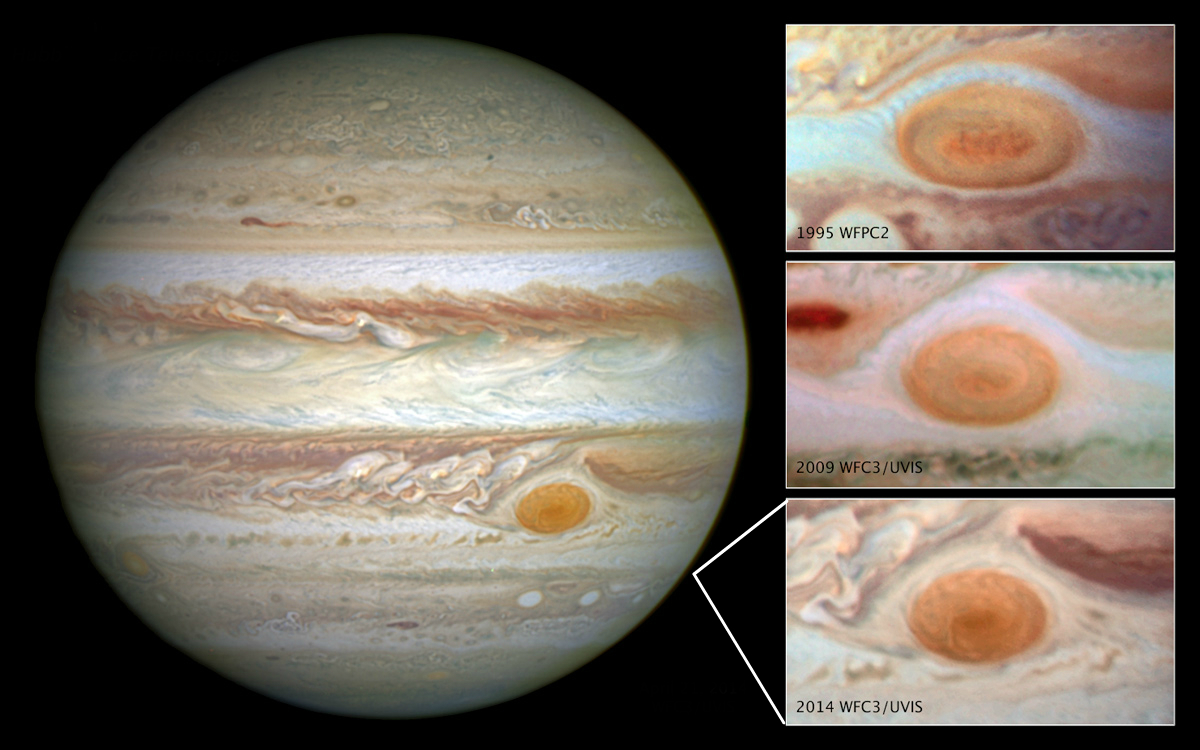
Юпітер. Велика червона пляма зменшується в розмірах (15 травня 2014 р.).

Велика червона пляма (ВЧП) — це стійкий антициклонічний шторм, розташований на 22° південніше юпітеріанського екватора, який існує вже принаймні 181 рік, а можливо і більше ніж 346 років. Цей шторм досить великий, щоб його можна було спостерігати в наземні телескопи.

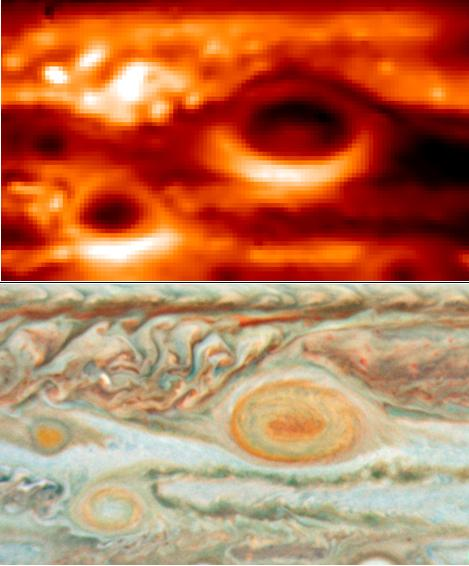
Інфрачервоне зображення плями (вище), яке показує його теплий центр, отримане наземним VLT. Зображення, отримане космічним телескопом Габбла (нижче) для порівняння.

Велика червона пляма обертається навколо власної осі проти годинникової стрілки з періодом близько 6 земних діб або 14 юпітеріанських днів. Її приблизні розміри змінюються в діапазоні 24 000—40 000 км із заходу на схід і 12 000—14 000 км з півдня на північ. Пляма настільки велика, що в неї може вміститися три планети розміром із Землю.
На початок 2004 року Велика червона пляма стала вдвічі меншою, ніж століття тому, коли вона була 40 000 км у діаметрі. За наявного темпу скорочення пляма може стати круглою приблизно до 2040 року, що, втім, є досить сумнівним через викривлення, які вносяться сусідніми джетами. Скільки ще проіснує ВЧП і чи є зміни, які відбулися з нею, результатом нормальних для неї коливань, невідомо.
Згідно зі спостереженнями вчених із Каліфорнійського університету в Берклі між 1996 і 2006 роком діаметр плями по поздовжній осі зменшився на 15 %. Ксилар Есей-Девіс, який перебував у команді, котра проводила вивчення, відзначав, що пляма не зникає, базуючись на вимірюваннях швидкості, оскільки «швидкість — це придатніший критерій для спостереження, оскільки на хмари, які беруть участь в утворенні Червоної плями, також значно впливають деякі інші явища навколишньої атмосфери».
Інфрачервоні спостереження й дані, зібрані під час цих спостережень, вже давно вказують на те, що ВЧП холодніша (а отже, вища) від більшості інших хмар в атмосфері. Рівень хмар ВЧП приблизно на 8 км вище рівня навколишніх хмар. Крім того, ретельні спостереження за деталями юпітеріанської атмосфери ще 1966 року дали змогу встановити, що пляма обертається проти годинникової стрілки. Це було підтверджено першими покадровими зйомками, зробленими з борту «Вояджерів» під час прольоту біля Юпітера. Пляма обмежена помірним направленим на сіхд джетом з півдня і дуже потужним направленим на захід джетом з півночі. Хоча вітри біля околиць плями дмуть зі швидкістю 120 м/с (432 км/год), потоки в цьому районі видаються застійними, з невеликим притоком чи відтоком. Період обертання плями зменшився з часом; можливо, це якось пов'язано з її стійким скороченням у розмірах. У 2010 році астрономи провели спостереження ВЧП в далекому інфрачервоному спектрі (від 8,5 до 24 мкм) з недосяжним колись рівнем роздільної здатності і виявили, що її центральна, найчервоніша частина є теплішою ніж навколишнє середовище на 3—4 °С. Такі відносно теплі повітряні маси розташовуються на рівні тиску близько 200—500 мілібар, у верхній тропосфері. Ця тепла центральна пляма повільно обертається і, швидше за все, є наслідком зниження повітряних мас ВЧП ближче до центру.

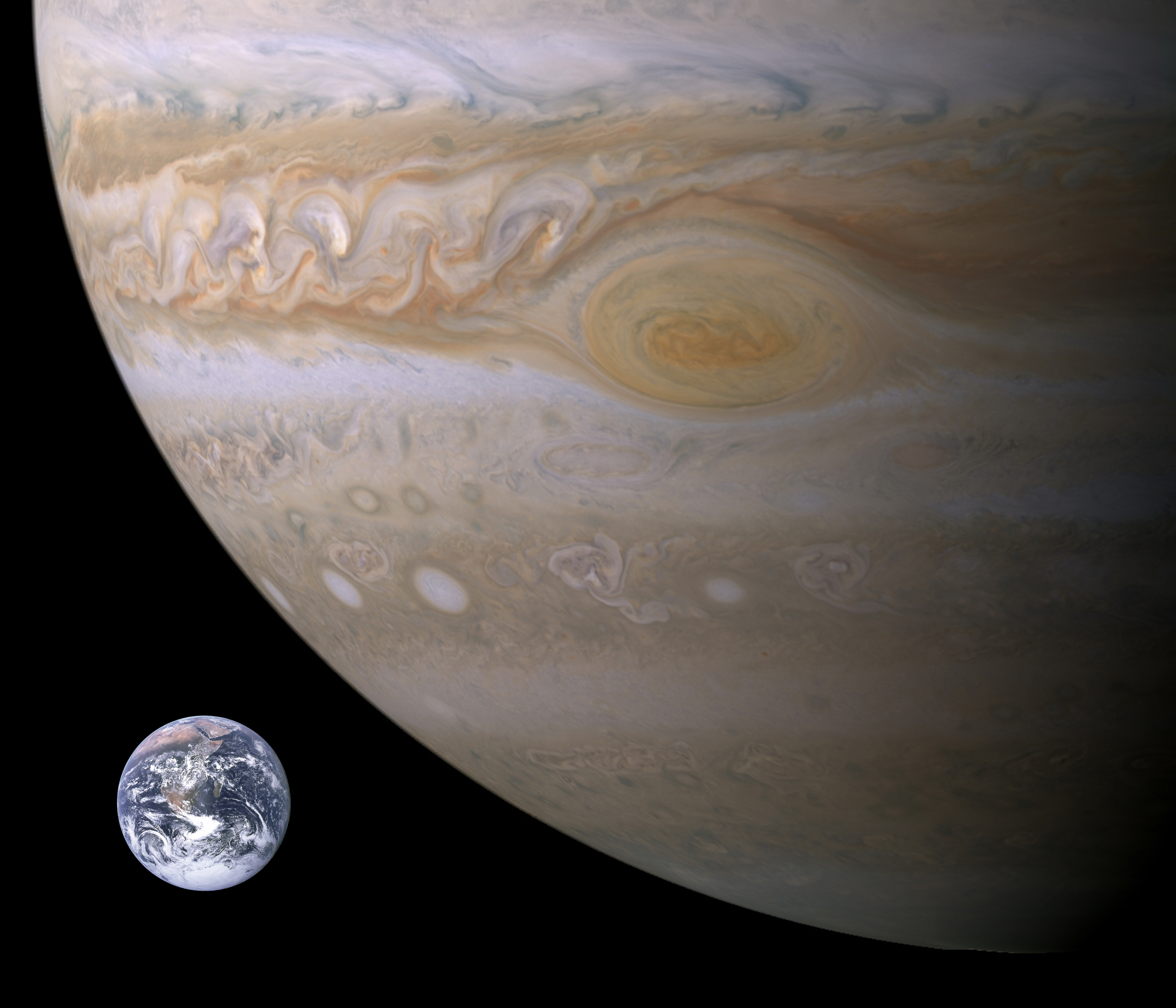
Порівняння розмірів ВЧП і Землі

Широта Великої червоної плями відносно стійка протягом тривалого терміну спостережень, змінюється в межах градуса. Однак її довгота постійно змінюється. Оскільки атмосфера Юпітера обертається неоднорідно на різних широтах, астрономи створили три різних системи для визначення довготи. Система II застосовувалася для широт вище 10° і спочатку базувалася на періоді обертання Великої червоної плями навколо осі Юпітера: 9 год 55 хв 42 с. Незважаючи на це з початку XIX століття пляма «обернулася» навколо планети в системі координат II принаймні 10 разів. Рівень дрейфу плями різко змінився за останні роки, що, ймовірно, пов'язано зі змінами в яскравості південного екваторіального поясу і наявністю або відсутністю південної тропічної пертурбації.
Що саме надає червонуватого відтінку ВЧП, точно невідомо. Теорії, підтверджені лабораторними дослідами, вважають, що цей колір може бути зумовлений складними органічними молекулами, червоним фосфором або, можливо, якою-небудь сполукою сірки. Відтінок ВЧП змінюється в широкому діапазоні від червонувато-коричневого до жовтувато-червоного і навіть білого. Найчервоніша центральна частина є теплішою, ніж навколишнє середовище; це дає змогу досить упевнено стверджувати, що на колір плями значною мірою впливають фактори навколишнього середовища. Пляма іноді зникає з видимого спектра. Розрізнити її при цьому можна лише у так званій «Порожнині червоної плями», яка є її «нішею» в південному екваторіальному поясі. Видимість ВЧП, очевидно, якось пов'язана зі змінами в південному екваторіальному поясі: коли пояс яскраво-білий, пляма темніє, а коли пояс темніє, вона зазвичай стає світлішою. Періоди потемніння й посвітлішання плями є нерегулярними; наприклад, пляма була темною в 1961—1966, 1968—1975, 1989—1990 і 1992—1993 роках. Аналіз даних, отриманих за результатами місії «Кассіні», проведений у листопаді 2014 року, показав, що червоний колір виникає, ймовірно, у результаті розпаду простих хімічних речовин під дією сонячного світла у верхній атмосфері планети.
Велику червону пляму не слід плутати з Великою темною плямою — атмосферним вихором, який спостерігався в 2000 році космічним апаратом «Кассіні — Гюйгенс» поблизу північного полюса Юпітера. Схожу деталь атмосфери на Нептуні також назвали Великою темною плямою. Остання була зафіксована «Вояджером-2» в 1989 році і, можливо, була своєрідним «отвором» в атмосфері, який зник приблизно до 1994 року, однак подібне утворення досі спостерігається у північних широтах Нептуна.

### Овал BA

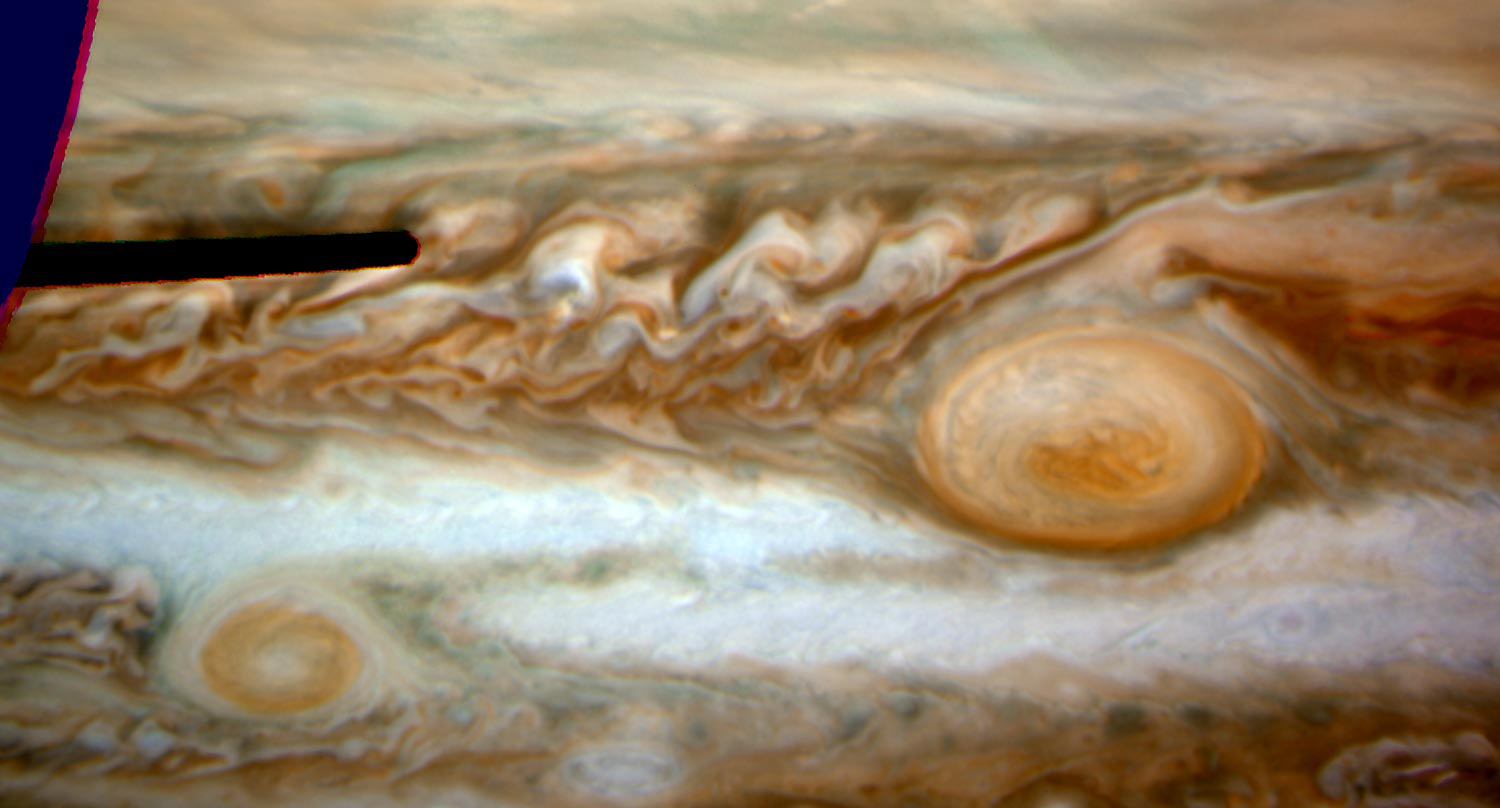
Овал BA (зліва)

Овал BA — назва червонуватого вихору в південній півкулі Юпітера, що нагадує формою Велику червону пляму, але менший за розмірами (часто згадується ще як «Червона пляма молодша» або «Мала червона пляма»). Вихор розташований у Південному помірному поясі. Овал BA був помічений 2000 року після злиття трьох невеликих білих вихорів і з того часу посилився.
Процес формування трьох білих овальних штормів, які пізніше злилися в Овал BA, можна відстежити до 1939 року, коли в Південній помірній зоні було три темних атмосферних структури, що фактично поділили зону на три довгі секції. Елмер Дж. Різ, який спостерігав Юпітер, позначив ці три темні секції як AB, CD, і EF. Секції розширювались, скорочуючи відстані між ними всередині STZ і сформувалися у білі овали FA, BC, і DE. Овали BC і DE злилися 1998 року, утворивши Овал BE. Пізніше, у березні 2000, BE і FA з'єдналися і утворили Овал BA. (див. розділ: Білі Овали, нижче)

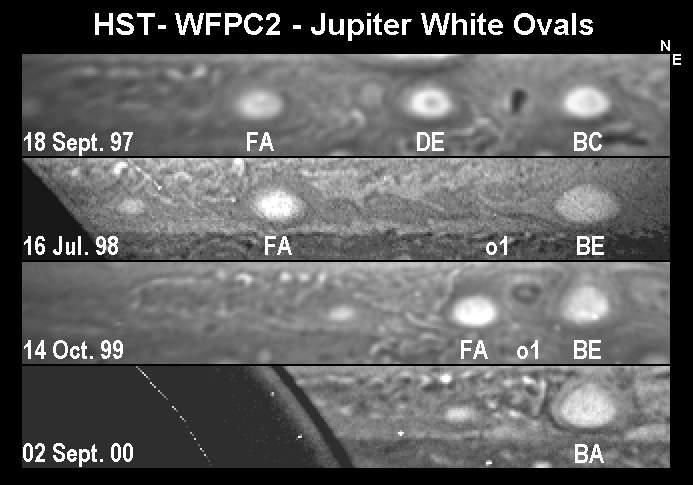
Формування Овалу BA з трьох білих овалів

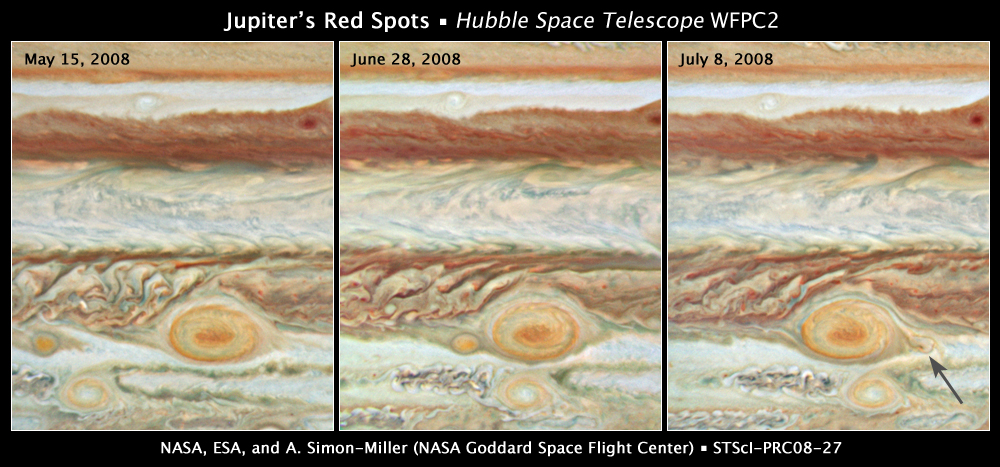
Овал BA (знизу), Велика червона пляма (вгорі) і «Крихітка — червона пляма» (посередині) в період короткочасного зіткнення у червні 2008 року

Овал BA почав поступово червоніти 2005 року. Вже 24 лютого 2006 року філіппінський астроном-аматор Кристофер Го помітив, що пляма набула майже такого ж відтінку, як і ВЧП. У результаті доктор Тоні Філіпс запропонував називати її «Малою червоною плямою» або «Червоною малою».
У квітні 2006 команда астрономів, яка вважала, що Овал BA міг би пройти досить близько від ВЧП в тому році, спостерігала обидва вихори за допомогою телескопа Габбла. Шторми проходять неподалік один від одного приблизно кожні 2 роки, але проходження 2002 і 2004 року не привертали до себе такої уваги. Доктор Емі Саймон-Міллер із Центру космічних польотів Ґоддарда передбачив, що вихори будуть найближче один до одного 4 липня 2006 року. 20 липня обидва вихори були зняті обсерваторією Джеміні.
Причини почервоніння Овалу BA невідомі. Згідно з дослідженням 2008 року авторства доктора Сантьяго Переса-Ойоса з «Університету Країни Басків» найімовірніший механізм є таким: «висхідна і внутрішня дифузія деякої кольорової речовини або парів, туману, газу, які пізніше взаємодіють з високоенергетичними сонячними фотонами у верхніх шарах Овалу BA.» Дехто вважає, що невеликі вихори (а отже й «білі плями») червоніють, коли вітри набирають достатньої сили, щоб піднімати розташовані нижче гази, які, потрапивши на сонячне світло, змінюють колір.
Овал BA стає дедалі сильнішим згідно зі спостереженнями, які виконувалися з допомогою телескопа Габбла у 2007 році. Швидкості вітрів на момент спостереження вже становили 618 км/год; а це порівняно зі швидкостями вітрів у Великій червоній плямі й ці вітри набагато сильніші, ніж в одному з вихорів-прабатьків. На липень 2008 року його розміри наближалися до діаметра Землі і становили приблизно половину розміру ВЧП.
Овал BA не слід плутати з іншим великим вихором, поглинутим ВЧП у 2008 році, Південною тропічною малою червоною плямою (LRS), яку назвали «Крихітка — Червона пляма» (Нова червона пляма) в НАСА. Новий вихор, а до того біла пляма із зображень телескопа Габбл, почервонів у травні 2008 року. Спостереження за ним вів Каліфорнійський університет у Берклі. «Крихітка — червона пляма» зіткнулася з ВЧП наприкінці червня - початку липня 2008 року і під час зіткнення менша червона пляма була розірвана на шматки. Залишки вихору продовжували кружляти поблизу від ВЧП, доки не були нею поглинуті. Останні червонуваті залишки вихору були поглинуті ВЧП приблизно до середини липня. Останні не червоні залишки «Крихітки — червоної плями» були остаточно поглинуті приблизно у серпні 2008 року. На момент зіткнення Овал BA був відносно недалеко, але помітної ролі в поглинанні «Крихітки — червоної плями» не відігравав.

### Грози

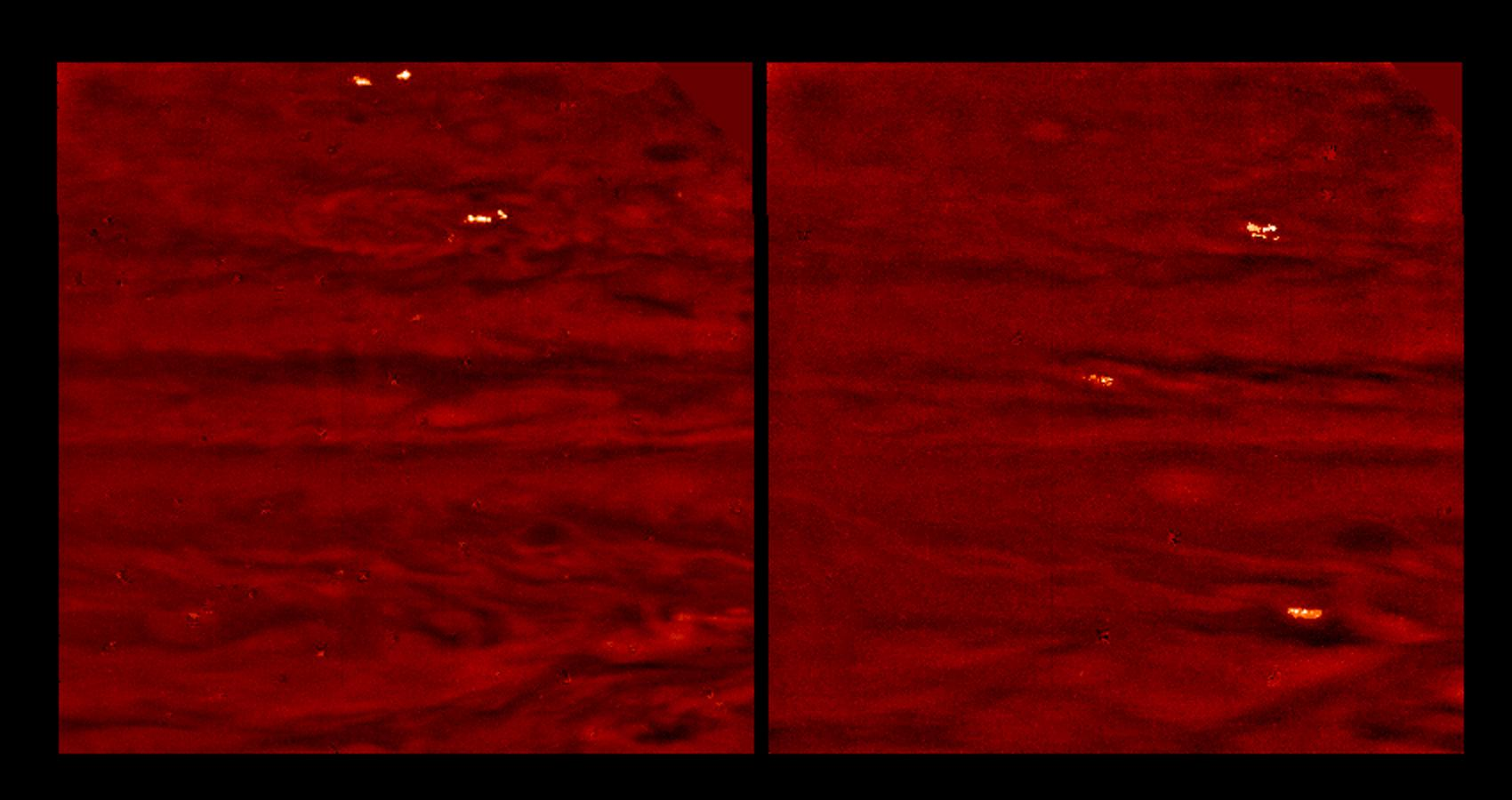
Блискавки на нічній стороні Юпітера, зображення отримане космічним апаратом «Галілео» в 1997 році

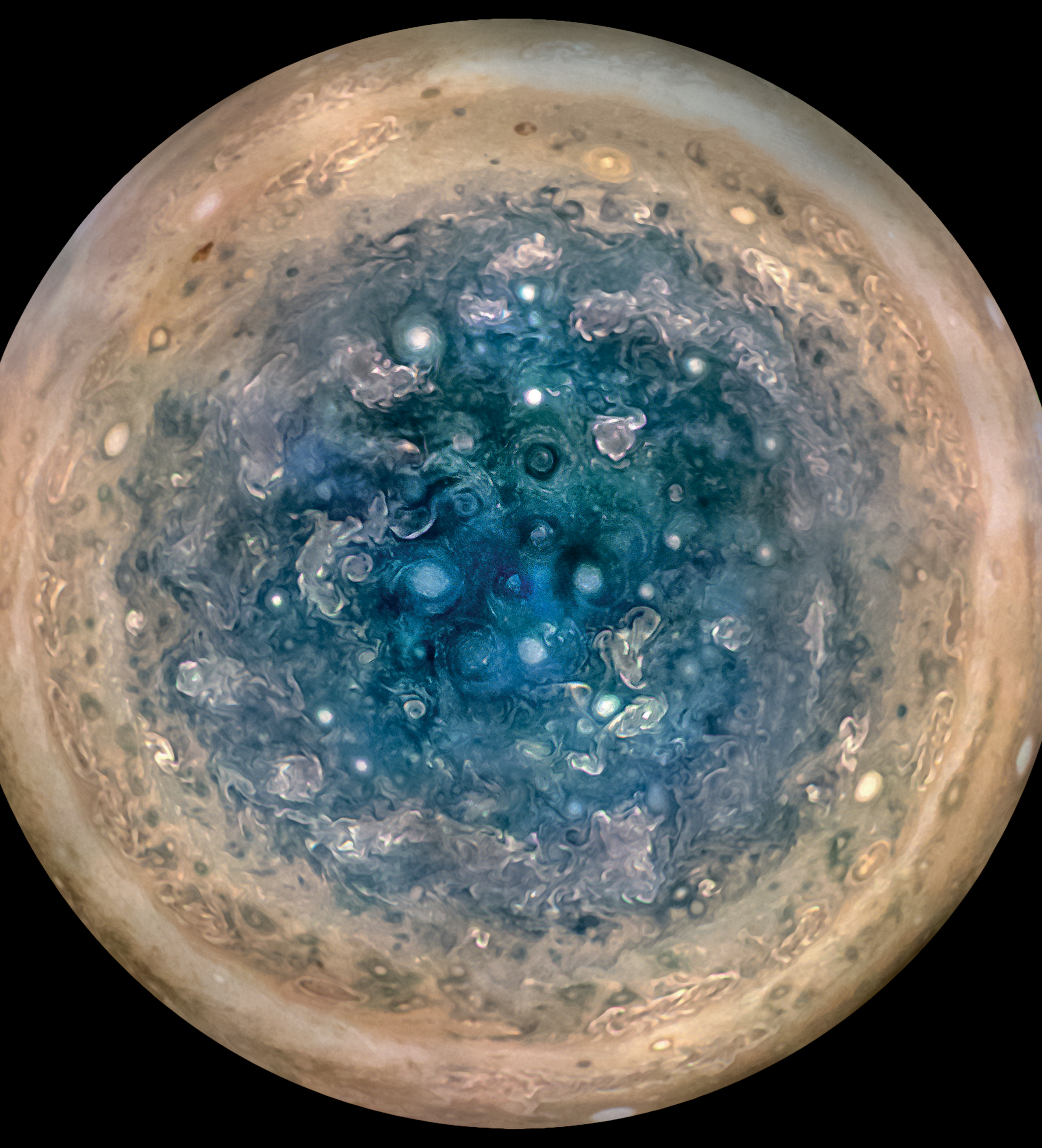
Грози на південному полюсі Юпітера — JunoCam.

Грози на Юпітері нагадують земні. Вони проявляють себе у вигляді яскравих і масивних хмар розмірами приблизно 1000 км, які час від часу з'являються в циклонічних районах поясів, особливо в межах потужних направлених на захід джетів. На відміну від вихорів грози — короткочасне явище, найпотужніша з них може проіснувати декілька місяців, у той час як середня тривалість існування — 3—4 дні. Вважається, що вони — наслідок вологої конвекції в шарах тропосфери Юпітера. Фактично грози є «конвекційними колонами» (пір'ями), які піднімають вологі повітряні маси з глибин все вище й вище, доки вони не ущільняться у хмари. Типова висота грозових хмар Юпітера — 100 км; тобто вони простягаються до рівня тиску близько 5—7 бар, у той час як гіпотетичні водяні хмари починаються на рівні тиску 0,2—0,5 бар.
Грози на Юпітері супроводжуються блискавками. Зображення нічної сторони Юпітера, отримані космічними апаратами «Галілео» і «Кассіні», даю змогу розрізнити регулярні спалахи світла в поясах Юпітера і поблизу направлених на захід джетів, переважно на широтах 51° пн. ш., 56° пд. ш. і 14° пд. ш. Удари блискавки на Юпітері в цілому потужніші ніж на Землі. Однак вони відбуваються набагато рідше і світла вони створюють своїми спалахами приблизно стільки ж, скільки й Земні. Декілька спалахів блискавки було зафіксовано в полярних регіонах Юпітера, що робить Юпітер другою після Землі планетою, на якій можна побачити полярні блискавки.
Кожні 15—17 років на Юпітері починається особливо потужний період грозової активності. Вона проявляється переважно на широті 23° пн. ш., де розташований найсильніший направлений на сіхд джет. Останнього разу таке спостерігалося у червні 2007 року. Цікаво, що дві грози, які відокремлено розташовувалися на довготі 55° у Північному помірному поясі, значно вплинули на пояс. Речовина темного кольору, втрачена грозами, змішалася з хмарністю поясу й змінила його забарвлення. Грози рухалися на швидкості приблизно 170 м/с, навіть трохи швидше самого джета, що непрямо свідчить про існування ще сильніших вітрів у глибинних шарах атмосфери.

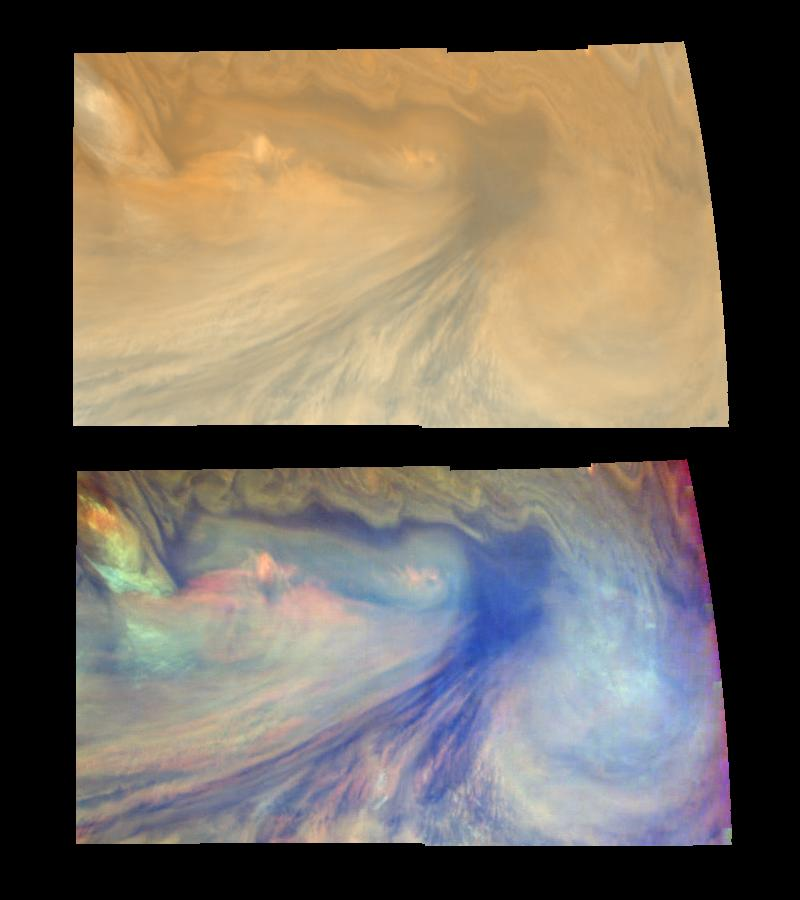
Зображення екваторіальних гарячих плям у змінених кольорах

### Атмосферні збурення
Типова для поясів і зон текстура хмарності часом порушується атмосферними збуреннями (пертурбаціями). Одне з таких особливо стійких і тривалих збурень у Південній тропічній зоні отримало назву «Південної тропічної пертурбації» (STD). Історія спостережень відзначає один із найтриваліших періодів існування STD, коли її можна було чітко розрізняти з 1901 по 1939 рік. Вперше пертурбація була помічена Персі Б. Молесуортом 28 лютого 1901 року. Пертурбація виразилася в частковому затемненні зазвичай яскравої STZ. Відтоді декілька подібних пертурбацій спостерігалося у Південній тропічній зоні.

### Гарячі плями
Одна з найзагадковіших особливостей атмосфери Юпітера — гарячі плями. Це області, де повітряні маси відносно вільні від хмарності, що дає теплу змогу підніматися з глибин, не надто розсіюючись у хмарності. Гарячі плями видно як білі точки в інфрачервоному спектрі на довжині хвилі 5 мкм. Переважно вони розташовані в поясах, однак ланцюжок із таких плям можна спостерігати на північній окраїні екваторіальної зони. Спускний апарат з «Галілео» пройшов якраз через одну з цих екваторіальних плям. Кожна екваторіальна пляма пов'язана з яскравим «пером» хмар, розташованим на захід від них, яке має розміри до 10 000 км. Попри круглу форму гарячі плями не є вихорами.

Походження гарячих плям незрозуміле. Вони можуть бути низхідними потоками повітряних мас, де повітря адіабатичними процесами нагрівається й висушується, а може це зовнішні прояви так званих «планетарних висотних хвиль», тобто вони викликані глибинними процесами, що відбуваються під атмосферою. Останнє пояснення правдоподібніше, тому що пояснює причини періодичності гарячих екваторіальних плям.

## Історія спостережень

Послідовність знімків, зроблених «Вояджером-1» на підльоті до Юпітера

Ранні астрономи, використовуючи невеликі телескопи й власні очі, вели записи змін в атмосфері Юпітера. Їхня описова термінологія — пояси й зони, коричневі й червоні плями, пір'я, баржі, фестони й полярні сяйва — вживається й досі. Терміни ж типу завихрення, вертикального руху, хмарної висотності увійшли до вжитку пізніше, у XX столітті.
Перші спостереження атмосфери в недосяжній раніше роздільності були виконані космічними апаратами «Піонер-10» і «Піонер-11». Перші справді детальні зображення були отримані космічним апаратом «Вояджер-1». Два космічні апарати дали змогу розгледіти атмосферу в роздільності аж до деталей 5 км розмірами в різних частинах спектра і навіть дали змогу створити своєрідні «підльотні відео» (приклад якого ви можете бачити праворуч) атмосфери в її динаміці та русі. Спускний апарат з «Галілео» дав змогу побачити незрівнянно меншу частину атмосфери Юпітера, але в значно кращій роздільності та значно ширшій частині спектра.
У наш час астрономи отримують відомості про атмосферні зміни на Юпітері переважно завдяки телескопу Габбла. Судячи зі спостережень, звичний порядок атмосфери Юпітера іноді порушується масовими пертурбаціями, але в основному вона на диво стабільна. Вертикальний рух атмосфери Юпітера був значною мірою досліджений завдяки слідовим газам, поміченим наземними телескопами. Спектроскопічні дослідження слідів зіткнення залишків комети Шумейкерів — Леві 9 і атмосфери Юпітера дали змогу отримати дані про будову атмосфери Юпітера нижче хмарного шару. Наявність в атмосфері двоатомної сірки (S₂) і дисульфіду вуглецю (CS₂) вперше була зареєстрована на Юпітері, і це перший випадок виявлення S₂ на астрономічному об'єкті взагалі. Водночас було зафіксовано наявність аміаку (NH₃) і сірководню (H₂S), у той час як кисневмісні молекули (типу діоксиду сірки) не були виявлені, що було для астрономів несподіванкою.
Спускний апарат з «Галілео», пройшовши аж до рівня тиску 22 бар, передав дані про температуру, вітри, склад, хмари й радіацію. Однак на інших ділянках атмосфери для рівнів нижче 1 бар ці величини є невизначеними.
Подальше вивчення атмосфери Юпітера має здійснюватися космічним апаратом Юнона. Хоча основна мета її досліджень — вивчення магнітного поля та магнітосфери планети, однак на ній встановлено й прилади для вивчення атмосфери:
- мікрохвильовий радіометр (MWR) для дослідження глибинної циркуляції атмосфери та вимірів кількості аміаку й води;
- прилади для вивчення полярних сяйв (спектрограф ультрафіолетового випромінювання, Jovian Aurora Distribution Experiment).

### Велика червона пляма

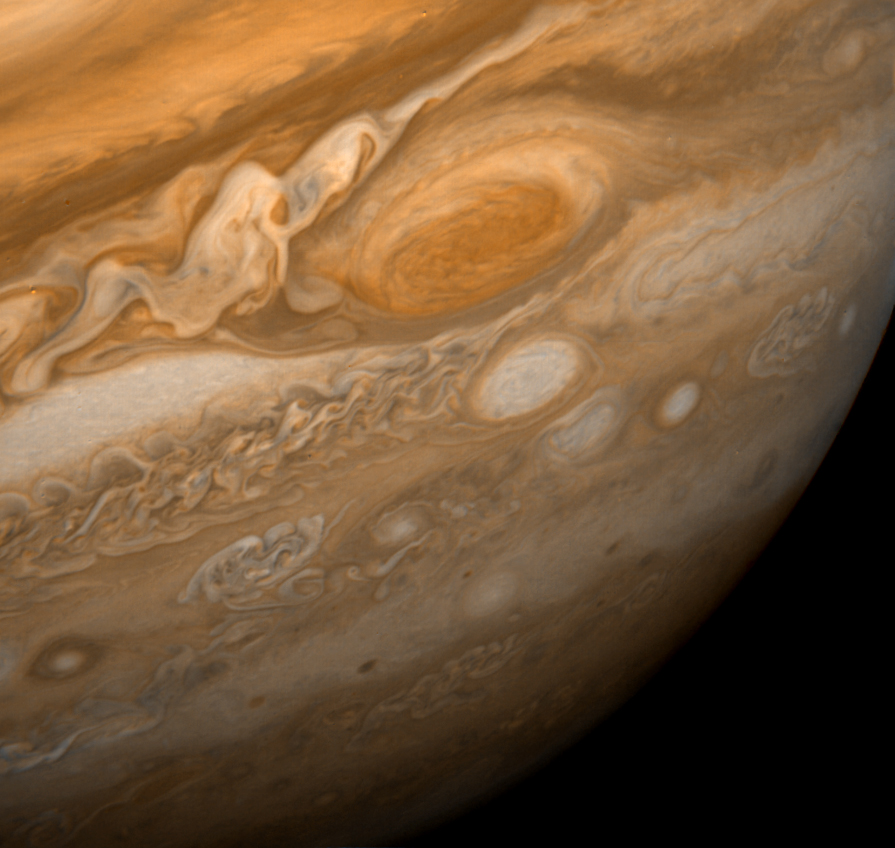
Фото Юпітера і Великої червоної плями, зроблене бортовою апаратурою «Вояджера-1» під час прольоту 1979 року

Перше спостереження ВЧП інколи приписують Роберту Гуку, який описував пляму, помічену ним на Юпітері 1664 року; однак, ймовірно, що пляма Гука була в іншому поясі (Північний екваторіальний пояс проти поточного розташування у Південному екваторіальному). Переконливіший опис давав Джованні Кассіні, який наступного року згадував помічену ним «стійку пляму» на Юпітері. Попри коливання у видимості ВЧП було видно з 1665 по 1713 рік.
Цікаво, що юпітеріанська пляма була зображена на полотні італійського художника Донато Креті 1700 року, яке демонструється у Ватикані. Це частина з серії картин, де на тлі збільшених зображень небесних тіл розвиваються сценки з італійського життя. За створенням картин з метою уточнення спостерігав астроном Еустакіо Манфреді. Креці був першим, хто зобразив ВЧП червоною. До нього ніхто не зображав які-небудь деталі атмосфери Юпітера червоним аж до кінця XIX століття.
Записи про ВЧП знову зустрічаються лише з 1830 року, а насправді добре вона була вивчена лише в 1879 році, коли стала дуже добре розрізнюваною. Між першими спостереженнями й 1830 роком був тривалий 118-річний проміжок. Немає ясного уявлення про те, що трапилося: або розсіялася початкова пляма і сформувалася нова, або вона стала непомітною, або записи спостережень велися невірно. Про це складно робити висновки. У старіших плям, відзначених у спостереженнях, була коротка історія спостережень і набагато повільніший рух, ніж у сучасної, що робить ідентифікацію складною.
25 лютого 1979 року, коли космічний апарат «Вояджер-1» пролітав на відстані 9,2 мільйона кілометрів від Юпітера, він передав на Землю перше детальне зображення Великої червоної плями. Вдалося розрізнити деталі розмірами від 160 кілометрів. Барвиста хвиляста хмарність, яку видно на фото західніше — своєрідний кільватер плями, який нею ж проєктується, де спостерігається надзвичайно складний і мінливий рух хмар.

### Білі овали

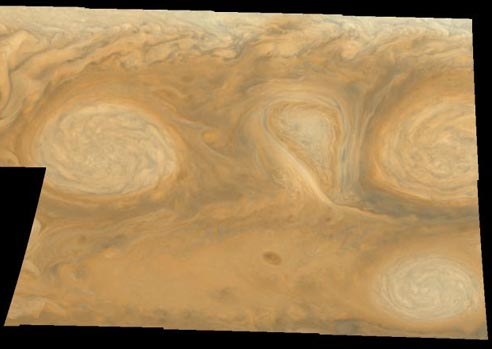
Білі овали, які згодом злилися в Овал BA. Знімок зроблений космічним апаратом «Галілео» 1997 року

Білі овали, які згодом сформували Овал BA, вперше були помічені 1939 року. Вони вкривали майже 90 градусів на своїй довготі після їх формування, однак дуже швидко — протягом десятиліття — почали скорочуватися. Їхні розміри стабілізувалися в межах 10° довготи після 1965 року. Хоча спочатку вони були частиною STZ, але поступово пересунулися в Південний помірний пояс, ймовірно створивши своєрідну нішу в STZ. Як і ВЧП, овали були обмежені в русі двома протилежно спрямованими джетами: з півночі джетом, який рухається в східному напрямку, і з півдня джетом, який рухається на захід.
Рух овалів по довготі, судячи з усього, перебував під впливом двох факторів: позиції Юпітера на орбіті (вони рухалися швидше в афелії), а також близькості до ВЧП (вони прискорювалися в межах 50° від ВЧП). Однак з 1940 по 1990 рок була помітна тенденція до сповільнення обертання овалів, їхня початкова швидкість зменшилася приблизно на 50 %.
На момент прольоту «Вояджерів» овали мали розміри близько 9000 км зі сходу на захід, 5000 км з півночі на південь, і оберталися з періодом 5 діб (ВЧП на той час оберталася з періодом 6 діб).